# Гротьян, Марк
Марк Гротьян (англ. Mark Grotjahn; род. 1968, Пасадина) — американский художник, живописец, известен своими абстрактными полотнами, хотя создает и фигуративные работы.

## Образование
- Skowhegan School of Painting and Sculpture, Skowhegan, ME
- Department of Art Practice, University of California, Berkeley, CA, M.F.A.
- Department of Art Practice, University of Colorado, Boulder, CO, B.F.A.

## Творчество
В январе 2007 Марк Гротьян удивил художественную сцену Нью-Йорка выставкой из одиннадцати темно-синих холстов. Композиции из монохромных широких полос можно была рассмотреть только тщательно приглядевшись. Серия Untitled (Blue Painting Light to Dark), 2006, состоит из темных синих холстов, в которых вариации тона создают калейдоскопическую композицию, которая вызывает в памяти модернистскую абстракцию и живопись жестких контуров. Эта серия — продолжение цикла «Butterfly painting», начатого художником в 2001. Это геометрические абстрактные композиции из широких полос. За счет того, что полосы сходятся в точку (как правило, Гротьян использует две точки, в которые сходятся линии, в одной композиции) и краска накладывается плотными слоями, возникает иллюзия глубины. Хотя Гротьян больше известен своей абстрактной живописью, он выставляет фигуративные работы, такие как Untitled (Angry Flower, Guga the Architect 727), 2008.

## Персональные выставки
- 2009 Blum & Poe, Los Angeles, CA
- 2009 Gagosian, London, UK
- 2008 Dancing Black Butterflies, Gagosian Gallery, New York, NY
- 2007 Anton Kern Gallery, New York, NY
- 2007 Mark Grotjahn, Kunstmuseum, Thun
- 2006 Whitney Museum of American Art, New York, NY
- 2005 New Paintings, Blum & Poe, Los Angeles, CA
- 2005 Stephen Friedman Gallery, London, United Kingdom
- 2005 Mark Grotjahn: Drawings, UCLA Hammer Museum, Los Angeles, CA
- 2003 Anton Kern Gallery, New York, NY
- 2002 Mark Grotjahn: el gran burrito, Boom, Chicago, IL
- 2002 Blum & Poe, Santa Monica, CA
- 2000 Blum & Poe, Santa Monica, CA
- 1998 Blum & Poe, Santa Monica, CA
- 1998 Flowers in the Office, Brent Petersen Gallery, Los Angeles, CA

## Гранты и награды
- 2003 Penny McCall Foundation Award
- 1995 Artist in Residence, Skowhegan School of Painting and Sculpture, Skowhegan, ME

## Работы в публичных коллекциях
- The Armand Hammer Museum of Art and Culture Center, Los Angeles, CA
- Carnegie Museum of Art, Pittsburgh, PA
- Museum of Contemporary Art, Los Angeles, CA
- Museum of Modern Art, New York, NY
- Walker Art Center, Minneapolis, MN
- Los Angeles County Museum, Los Angeles, CA
- Rubell Family Collection, Miami, FL
- San Francisco MoMA, San Francisco
- Whitney Museum of American Art, New York, NY